# Petrotilapia tridentiger
Petrotilapia tridentiger es una especie de peces de la familia Cichlidae en el orden de los Perciformes.

## Morfología
Los machos pueden llegar alcanzar los 17 cm de longitud total.

## Hábitat
Es una especie de clima tropical que vive entre 24 °C-26 °C de temperatura.

## Distribución geográfica
Se encuentra en África): lago Malawi